# 斯特凡·烏羅什四世
斯特凡·烏羅什四世（塞爾維亞語：Стефан Урош IV，約1308年—1355年12月20日），又作斯蒂芬·杜尚，塞爾維亞皇帝，1346年至1355年在位。斯提芬·乌罗什三世之子。
幼年时曾在拜占庭帝国宫中留居七年，1330年跟随其父在丘斯滕迪尔（位于索非亚西南）附近打败保加利亚和拜占廷联军，杀死保加利亚国王米哈依尔，迫使保加利亚沦为附庸。1331年继承王位。1334年—1345年兼并马其顿和整个阿尔巴尼亚。1346年4月，塞尔维亚大主教为之加冕，称“塞尔维亚人和希腊人的皇帝”。帝国首都由拉什卡迁至斯科普里。1348年占领希腊的伊庇鲁斯、帖撒利亚和阿卡纳尼亚，使塞尔维亚成为巴尔干半岛的大国。1349年在首都召开贵族会议，通过《斯提芬·杜尚法典》，1354年又制订法典的补编，旨在保护封建贵族的世袭特权和领地所有权，巩固农奴制度，保障教会和城市的利益。曾把自己的领地分给十六个宗室成员。他死后，塞尔维亚分裂为许多封建公国。 

## 家庭
1332年，斯特凡·烏羅什與保加利亞沙皇伊凡·亞歷山大的姐妹海倫娜結婚，兩人的獨子斯特凡·烏羅什五世於1336年出生。